# Маленков, Емельян Михайлович
Емелья́н Миха́йлович Маленко́в (4 августа 1890, Богородск — 5 октября 1918, Мензелинск) — русский большевик, участник Октябрьской революции и Гражданской войны.

## Биография
Емельян Маленков родился 4 августа 1890 года в городе Богородск (ныне Ногинск) Московской губернии в семье рабочих. В 1896 году переехал в Москву. Был рабочим-металлистом на заводе «Вартце П. и Мак-Гилль». С 1905 года участвовал в революционном движении. Помогал московским рабочим во время Декабрьского вооружённого восстания. Еще школьником расклеивал листовки и распространял подпольную литературу. С 1912 года — член РСДРП(б). В 1915 году приговорён к 4 годам каторги за антивоенную агитацию.
Освобождён Февральской революцией 1 марта 1917 года (в один день с Феликсом Дзержинским). Участвовал в работе комиссии по освобождению арестованных в Бутырской тюрьме. В марте стал председателем фабзавкома на заводе Вартце. 25 июня 1917 года по списку РСДРП(б) избран гласным Московской городской думы. Занимался организацией Красной гвардии в Сокольническом районе. Был членом Центрального штаба Красной гвардии и депутатом Моссовета. Во время Октябрьского вооруженного восстания в Москве командовал отрядом Красной гвардии. Отряд Маленкова сражался на Кудринской площади и у Никитских ворот. После установления советской власти был председателем Сокольнического райсовета и военным комиссаром района. Ответственно выполнял поручения и задания Московского комитета партии и Моссовета, боролся против меньшевиков и эсеров. 
В 1918 году воевал на Западном фронте с кайзеровскими войсками. С началом мирных переговоров Емельян Маленков вернулся обратно в Москву и работал военным комиссаром Сокольнического района. Принимал участие в подавлении мятежа Дутова на Уральском фронте, а затем в боях против Чехословацкого легиона на Восточном фронте. В бою 5 октября 1918 года под деревней Азьмушкино на батальон Маленкова обрушились крупные силы белогвардейцев. 1-я и 2-я роты, выдвинутые вперед пришли в замешательство и начали отступать. Емельян Михайлович быстро восстановил дисциплину и раненный в ногу с криком "Ура! Вперёд!" повёл солдат в атаку. Едва пробежав 10 шагов, он был ранен в живот, но быстро вскочил и продолжал вести роты в атаку. И только 3 пуля убила Емельяна Маленкова.

## Память
В 1919 году завод Вартце и Мак-Гилля был переименован в честь Маленкова. Был организован посвящённый ему музей. На месте смерти, в селе Ильбухтино установлен памятник. Его именем в Москве названы Маленковская улица в Сокольниках, улица в селе Ильбухтино (Республика Татарстан) и железнодорожная платформа Маленковская Ярославского направления.